# Raúl Sanguily
Raúl Sanguily – kubański bokser, uczestnik Igrzysk Ameryki Środkowej i Karaibów z roku 1938, w latach 1939–1942 bokser zawodowy.

## Kariera
W 1938 był uczestnikiem Igrzysk Ameryki Środkowej i Karaibów w Panamie. W półfinale przegrał z Portorykańczykiem José Aponte, a w walce o brązowy medal z Jamajczykiem Frederickiem Thompsonem.